# Collix rhabdoneura
Collix rhabdoneura là một loài bướm đêm trong họ Geometridae.